# Dziektarzewo
Dziektarzewo (prononciation : [d͡ʑɛktaˈʐɛvɔ]) est un village polonais de la gmina de Baboszewo dans le powiat de Płońsk de la voïvodie de Mazovie dans le centre-est de la Pologne.
Il se situe à environ 11 kilomètres au nord-est de Baboszewo (siège de la gmina), 15 kilomètres au nord de Płońsk (siège du powiat) et à 76 kilomètres au nord-ouest de Varsovie (capitale de la Pologne).
Le village compte approximativement une population de 190 habitants en 2006.

## Histoire
De 1975 à 1998, le village appartenait administrativement à la voïvodie de Ciechanów.